# Frankowscy
Frankowscy – ród szlachecki wywodzący się z ziemi bielskiej, pieczętujący się herbami Prus-I oraz Ślepowron.

Herb Prus-I

## Historia
Nazwisko pochodzi od nazwy wsi Franki, która jest gniazdem rodowym. W pobliżu tej miejscowości powstały następnie 3 podobne wsie: Franki-Chrościele, Franki-Dąbrowa i Franki-Piaski. Pierwszymi odnotowanymi Frankowskimi byli w XVI wieku: Stanisław, Mikołaj i Jan Frankowscy, którzy byli dziedzicami wyżej wymienionych wsi. 
Przedstawiciele tego rodu często piastowali stanowiska urzędnicze lub obierali karierę wojskową. Warto wymienić:
- Krzysztofa Frankowskiego, burgrabiego warszawskiego w 1764r.;
- Antoniego Frankowskiego, stolnika wendeńskiego w 1779r.;
- Józefa Frankowskiego, szambelana Stanisława Augusta Poniatowskiego i podstarościego mielnickiego w 1784r.;
- Macieja Frankowskiego, generała-majora wojsk litewskich, absolwenta Korpusu kadetów w Warszawie.Herb Ślepowron

Herb Ślepowron